# Pomeroy (Iowa)
Pomeroy es una ciudad ubicada en el condado de Calhoun en el estado estadounidense de Iowa. En el Censo de 2010 tenía una población de 662 habitantes y una densidad poblacional de 125,17 personas por km².

## Geografía
Pomeroy se encuentra ubicada en las coordenadas 42°33′7″N 94°40′40″O / 42.55194, -94.67778. Según la Oficina del Censo de los Estados Unidos, Pomeroy tiene una superficie total de 5.29 km², de la cual 5.29 km² corresponden a tierra firme y (0%) 0 km² es agua.

## Demografía
Según el censo de 2010, había 662 personas residiendo en Pomeroy. La densidad de población era de 125,17 hab./km². De los 662 habitantes, Pomeroy estaba compuesto por el 96.83% blancos, el 0.45% eran afroamericanos, el 1.06% eran amerindios, el 0.3% eran asiáticos, el 0% eran isleños del Pacífico, el 0.91% eran de otras razas y el 0.45% pertenecían a dos o más razas. Del total de la población el 3.17% eran hispanos o latinos de cualquier raza.